# Castor anderssoni
Castor anderssoni (лат.) — вымершее полуводное млекопитающее отряда грызунов. Его ископаемые остатки обнаружены в плиоценовых отложениях (5,333—2,588 млн лет назад) на территории Китая.
Первоначально вид был отнесен к роду Castor, но морфометрический анализ, проведенный учеными (Натальей Рыбчински, Элизабет М. Росс, Джошуа Х. Сэмюэлсом, Уильямом В. Кортом), выявил ряд различий в строении костей черепа, некоторые из чего не было замечено в предыдущих исследованиях, поэтому Castor anderssoni был выделен в отдельный род Sinocastor. Отмечено, что исследованные экспонаты имеют заметное сужение черепа и иную форму костей основания черепа и небной кости по сравнению с исследованными скелетами представителей рода Castor. Длина черепа и рострума больше. При стоматологическом осмотре было отмечено, что у Castor anderssoni более короткие промежутки между зубами и корни щечных зубов заметно более выражены. Несмотря на все эти различия в настоящий момент (март 2024) вид возвращён в род Castor. Видимо, он напоминал современных бобров образом жизни.